# Echthrus reluctator
Echthrus reluctator là một loài tò vò trong họ Ichneumonidae.